# Cymodusa montana
Cymodusa montana är en stekelart som beskrevs av Sanborne 1986. Cymodusa montana ingår i släktet Cymodusa och familjen brokparasitsteklar. Inga underarter finns listade i Catalogue of Life.